# König Quasi
König Quasi ist ein deutschsprachiger Rocksänger aus Berlin. Er ist bei dem Label Harleckinz Entertainment unter Vertrag.

## Werdegang
König Quasi begann 1998 mit dem Rappen. Im Jahr 2003 folgte die Veröffentlichung seines Debütalbums Eine Weltansicht. Im April 2007 unterschrieb Quasi einen Vertrag bei dem Berliner Label MainTheme Records. Dieser bindet den Rapper für vier Jahre an das Independent-Label. Am 20. Juli 2007 erschien König Quasis erste Single Is’ doch mein Bier. Auf dieser ist die ebenfalls bei MainTheme unter Vertrag stehende Musikerin She-Raw zu hören. Is’ doch mein Bier wurde in der ersten Verkaufswoche 8.000 Mal aus dem Internet heruntergeladen.  
Im Oktober 2007 sollte das Album Für das Volk erscheinen. Die Veröffentlichung musste verschoben werden, da ein auf dem Tonträger zu hörendes Sample unerlaubt benutzt worden war. Als Folge dessen wurde die erste Auflage des Albums eingestampft. Quasi veröffentlichte daraufhin als Ersatz das Mixtape Revolution. Dieses wurde von Serk produziert. 
Am 7. Dezember erschien ein Label-Sampler von MainTheme Records. Auf dem unter dem Titel Fame Convention veröffentlichten Tonträger ist Quasi ebenfalls vertreten. Ende Februar 2008 folgt die Veröffentlichung des Albums Für das Volk. Auf diesem ist neben She-Raw und Rapper Zwang auch der jamaikanische Reggae-Musiker Shaggy mit einem Gastbeitrag vertreten. Zu dem Lied König der Welt wurde ein Video gedreht. Dieses wurde unter anderem auf dem Musiksender MTV ausgestrahlt.
Nach einer künstlerischen Auszeit von 3 Jahren hat sich König Quasi neu orientiert und seinen musikalischen Schwerpunkt auf das die Genres Rock/Punk/Grunge verlagert. 
Seit Anfang 2012 spielt er wieder mit seiner Live-Band und arbeitet an einem neuen Album. Als Vorbote auf sein Album #UDWDSW brachte König Quasi 2013 die Single „Koffer in Berlin“, eine Hommage an seine Heimatstadt, mit passendem Videoclip raus. Der Titel wurde mehrmals als musikalische Untermalung der Sendung Shopping Queen verwendet. Der Titeltrack des Albums „Und die Welt dreht sich weiter“ erschien im Juni 2014 samt Video.
Das aktuelle Album „#UDWDSW“ wurde am 26. September 2014 unter dem Label Harleckinz Entertainment veröffentlicht und von Soulfood und Kontor vertrieben.

## Diskografie

### Singles
- 2007: Is' doch mein Bier
- 2013: Koffer in Berlin
- 2014: Und die Welt dreht sich weiter

### Alben
- 2003: Eine Weltansicht
- 2004: Egoshooter
- 2007: Revolution (Mixtape)
- 2008: Für das Volk
- 2009: Cool Down (Projektalbum mit DJ Wire Mac Fire)
- 2014: #UDWDSW

### Sonstige
- 2008: Olé! Olé! (Juice Exclusive! auf Juice-CD #86)